# 神西郡
- 令制国一覧 > 山陽道 > 播磨国 > 神西郡
- 日本 > 近畿地方 > 兵庫県 > 神西郡

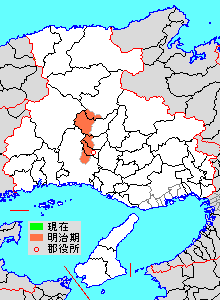
兵庫県神西郡の位置

神西郡（じんさいぐん）は、兵庫県（播磨国）にあった郡。

## 郡域
1879年（明治12年）に行政区画として発足した当時の郡域は、下記の区域にあたる。
- 姫路市の一部（香寺町各町）
- 朝来市の一部（生野町真弓・生野町川尻・生野町栃原および生野町口銀谷の一部）
- 神崎郡福崎町の一部（市川以西）
- 神崎郡市川町の一部（市川以西）
- 神崎郡神河町の一部（新野、野村、比延、鍛治、大河、長谷、栗以西）

## 歴史
古代の神崎郡が市川を境に神東郡・神西郡に分割されて成立。

### 近世以降の沿革
- 「旧高旧領取調帳」に記載されている明治初年時点での支配は以下の通り。●は村内に寺社領が、○は寺社除地[1]が存在。幕府領は生野代官所が管轄。（69村）

| 知行   | 知行                             | 村数 | 村名 |
| ------ | -------------------------------- | ---- | --- |
| 幕府領 | 幕府領                           | 5村  | ○川尻村、○真弓村、○森垣村、○栃原村、○川上村 |
| 幕府領 | 旗本領（交代寄合池田氏）         | 14村 | 福渡新田村、新野村、比延村、寺前村、上岩村、高朝田村、宮野村、小田原村、用田村、福井新村、為信村、栗村、犬見村、淵村 |
| 幕府領 | 旗本領（その他）                 | 10村 | 千原村、小室村、谷村、田中村、今井村、鶴居村、下沢村、野村、鍛冶村、岡村 |
| 幕府領 | 旗本領（交代寄合池田氏・その他） | 1村  | 美佐村 |
| 藩領   | 播磨姫路藩                       | 39村 | 仁豊野村、須加院村、谷山新村、●八徳山、相坂村、田野村、犬飼村、中野村、中屋村、広瀬村、香呂村、行重村、矢田部村、土師村、岩部村、溝口村、野田村、中寺村、南恒屋村、北恒屋村、中村、久畑村、西谷村、西治村、高橋村、馬田村、福崎新村、神谷村、長野村、福田村、山崎村、桜村、板坂村、●田口村、坂戸村、奥村、甘地村、近平村、戸板村 |

- 慶応4年

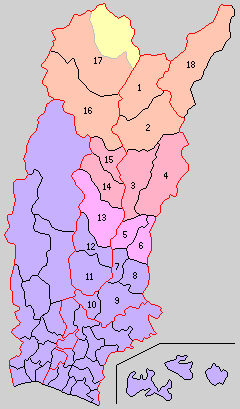
11.香呂村 12.中寺村 13.福崎村 14.甘地村 15.鶴居村 16.寺前村 17.長谷村（紫：姫路市 黄：朝来市 桃：神崎郡福崎町 赤：神崎郡市川町 橙：神崎郡神河町 1 - 10は神東郡 18は多可郡）

  - 4月19日（1868年5月11日） - 幕府領が府中裁判所の管轄となる。
  - 6月20日（1868年8月8日） - 交代寄合池田氏が立藩して福本藩となる。
  - 7月29日（1868年9月15日） - 府中裁判所の管轄地域が久美浜県の管轄となる。
- 明治2年
  - 8月10日（1869年9月15日） - 久美浜県の管轄地域が生野県の管轄となる。
  - 旗本領（その他）が兵庫県の管轄となる。
- 明治3年
  - 11月23日（1871年1月13日） - 福本藩が廃藩。管轄地域が鳥取藩の管轄となる。
  - 11月 - 兵庫県の管轄地域が生野県の管轄となる。
- 明治4年
  - 7月14日（1871年8月29日） - 廃藩置県により、藩領が姫路県、鳥取県の管轄となる。
  - 11月2日（1871年12月13日） - 第1次府県統合により、全域が姫路県の管轄となる。
  - 11月9日（1871年12月20日） - 飾磨県の管轄となる。
- 明治8年（1875年）（64村）
  - 神谷村・長野村・桜村・板坂村が合併して高岡村となる。
  - 仁豊野村が神東郡下仁豊野村を合併。所属郡が神東郡に変更。
  - 西谷村が西治村に合併。
- 明治9年（1876年）
  - 8月21日 - 第2次府県統合により兵庫県の管轄となる。
  - 中野村が神東郡仁色村の一部（仁色新田）と合併して中仁野村となる。
- 明治10年（1877年）（63村）
  - 南恒屋村・北恒屋村が合併して恒屋村となる。
- 明治11年（1878年）（58村）
  - 小田原村が分割して南小田村・上小田村となる。
  - 今井村・福渡新田村が合併して神崎村となる。
  - 岡村・用田村・福井新村が合併して大河村となる。
  - 為信村・犬見村が合併して長谷村となる。
  - 谷山新村・八徳山が相坂村に合併。
  - 下沢村が沢村に、戸板村が小谷村にそれぞれ改称。
- 明治12年（1879年）1月8日 - 郡区町村編制法の兵庫県での施行により、行政区画としての神西郡が発足。「神東神西郡役所」が神東郡屋形村に設置され、同郡とともに管轄。
- 明治19年（1886年） - 「神東神西郡役所」が後の神東郡田原村に移転。
- 明治22年（1889年）4月1日 - 町村制の施行により、以下の各村が発足。（7村）
  - 香呂村 ← 香呂村、行重村、矢田部村、相坂村、犬飼村、中屋村、中仁野村、須加院村、広瀬村、田野村（現・姫路市）
  - 中寺村 ← 恒屋村、中村、久畑村、土師村、岩部村、溝口村、中寺村、野田村（現・姫路市）
  - 福崎村 ← 福崎新村、山崎村、福田村、馬田村、高岡村、田口村、西治村、高橋村（現・神崎郡福崎町）
  - 甘地村 ← 甘地村、近平村、奥村、坂戸村、谷村、千原村、小谷村（現・神崎郡市川町）
  - 鶴居村 ← 沢村、美佐村、鶴居村、神崎村、田中村、小室村（現・神崎郡市川町）
  - 寺前村 ← 南小田村、上小田村、新野村、野村、比延村、寺前村、鍛冶村、大河村、上岩村、高朝田村、宮野村（現・神崎郡神河町）
  - 長谷村 ← 長谷村、栗村、淵村、川上村（現・神崎郡神河町）、川尻村、栃原村（現・朝来市）
  - 真弓村・森垣村が朝来郡生野町の一部となる。
- 明治29年（1896年）4月1日 - 郡制の施行のため、「神東神西郡役所」の管轄地域および多可郡越知谷村の区域をもって神崎郡が発足。同日神西郡廃止。

## 行政
神東・神西郡長
| 代 | 氏名 | 就任年月日               | 退任年月日                | 備考                                               |
| -- | ---- | ------------------------ | ------------------------- | -------------------------------------------------- |
| 1  |      | 明治12年（1879年）1月8日 |                           |                                                    |
|    |      |                          | 明治29年（1896年）3月31日 | 神東郡および多可郡越知谷村との合併により神西郡廃止 |